# Tossalet de la Granada
El Tossalet de la Granada és una muntanya de 219 metres que es troba entre els municipis del Perelló, a la comarca del Baix Ebre i de Rasquera, a la comarca de Ribera d'Ebre.